# 坂野旭
坂野 旭（さかの あさひ、1995年 - ）は、日本の漫画家。

## 経歴
北海道生まれ。陸上自衛隊高等工科学校卒業後、陸曹教育隊にいる間に漫画家を志して上京。2014年に『戦場の華』が集英社のJUMPトレジャー新人漫画賞（2014年8月期）の佳作・グランドトレジャー賞を受賞し、漫画家デビュー。
その後、2020年2月3日より週刊少年ジャンプで『魔女の守人』を連載し、同年5月には単行本化されている。
週刊少年ジャンプが出版した「ジャンプGIGA 2019 SUMMER vol.1」では『炎獣のアラン』を描き、センターカラーを務めている。
2023年8月16日より、小学館の漫画アプリ・マンガワンならびに裏サンデーにて原作：艮田竜和原作、キャラクターデザイン：ももちちの『獣王と薬草』を作画担当として連載開始。

## 作品リスト

### 漫画作品

#### 連載
- クロノシノビ（『ジャンプGIGA』2018 SUMMER vol.1 - vol.3）[8][9][10]
- 炎獣のアラン（『ジャンプGIGA』2019 SUMMER vol.1 - vol.3）[11]
- 魔女の守人（『週刊少年ジャンプ』2020年10号 - 29号）[4]
- 獣王と薬草（原作：艮田竜和、キャラクターデザイン：ももちち、『マンガワン』『裏サンデー』2023年8月16日 - ）

#### 読み切り
- 戦場の華（『少年ジャンプNEXT』2014 vol.6）[12] - 『魔女の守人』3巻に併録。
- 魔女の守人（『ジャンプGIGA』2016 SUMMER vol.3）[13]
- ストロベリー・パンチ（『少年ジャンプ+』2020年9月2日）[14] - 『魔女の守人』3巻に併録。
- メイドの鈴さん（『週刊少年ジャンプ』2021年14号）

### 書籍
- 『漫画 愛せなければ死ぬ』文響社〈タメになる漫画TAME COMICS〉、2019年5月17日発売[15][16]、ISBN 978-4-86651-088-0
- 『漫画 バビロン大富豪の教え』、原著：ジョージ・S・クレイソン、企画・脚本：大橋弘祐、文響社、2019年10月4日発売[17][18]、ISBN 978-4-86651-124-5
- 『魔女の守人』、集英社〈ジャンプ コミックス〉2020年、全3巻[4]
- 『獣王と薬草』、原作：艮田竜和、キャラクターデザイン：ももちち、小学館〈裏少年サンデーコミックス〉2023年 - 、既刊6巻（2025年7月11日現在）

### その他
- その小説はシリアルキラーを呼び覚ます（著：寝倉響、つむぎ書房、2023年）[19]イラスト